# ریش بزی

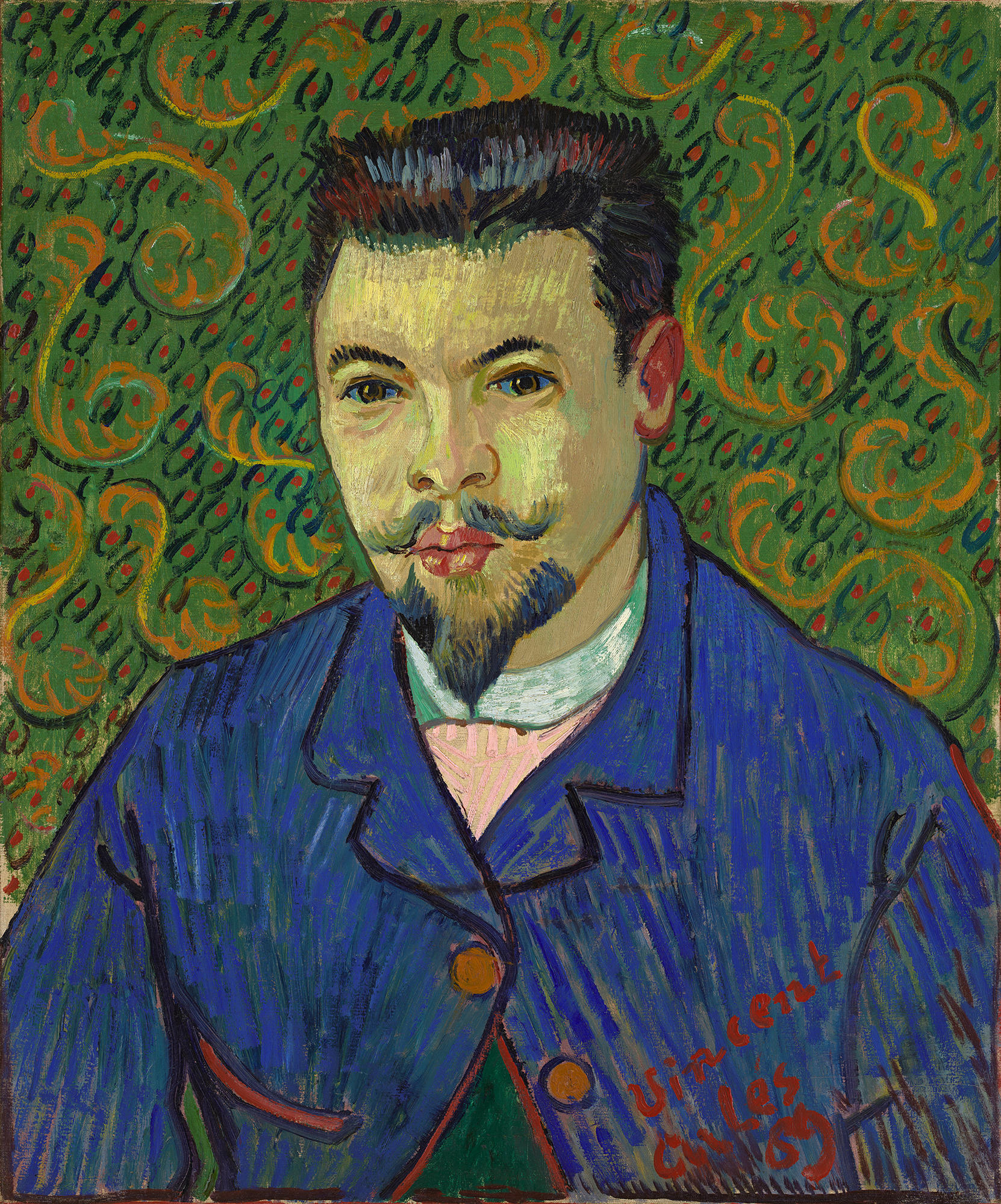
دکتر فلیکس ری اثر ونسان ون گوگ

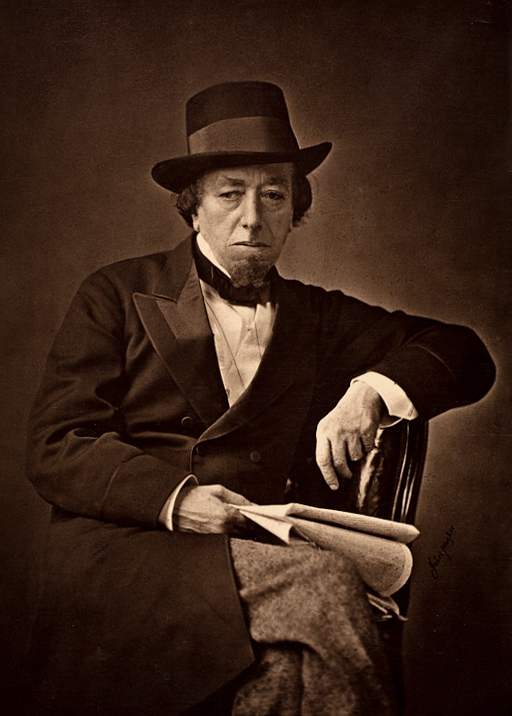
بنجامین دیزرائیلی

ریش بُزی یا ریش پروفسوری گونه‌ای از مدل ریش است که در آن، ریشِ روی چانه بلند نگه داشته می‌شود و ریش اطراف چانه تراشیده شود.

## تاریخچه
این مدل ریش یکی از قدیمی‌ترین انواع ریش است که ریشه‌های آن به یونان باستان و روم باستان بازمی‌گردد در آن زمان برخی مردان ریش خود را به شکل ریش پان یکی از خدایان یونان باستان درمی‌آوردند، با رواج مسیحیت در اروپا کلیسای کاتولیک برای نشان دادن تصویر ظاهری شیطان از تصویر خدای پان استفاده می‌کرد در نتیجه این ریش تا مدت‌ها محبوبیتی نداشت، تااینکه در غرب از اواخر قرن ۱۹ رواج زیادی یافت به‌ویژه در میان فعالان حوزه هنر و سرگرمی مانند موسیقی‌دانان، بازی‌گران تئاتر و هنرمندان سیرک.

## مدل‌ها

### ریش بزی ساده
نوعی ریش بزی که در قسمت چانه و زیر لب ریش وجود دارد.

### ریش ون دیک
نوعی ریش بزی دارای سبیل با ریشی پرپشت در قسمت چانه نام این مدل از ریش سر آنتونی ون دیک، نگارگر نامدار هلندی سدهٔ هفدهم گرفته شده‌است.

### ریش بزی کامل
همچنین شناخته شده با نام ریش پروفسوری نوعی ریش بزی است که در آن ریش روی چانه به سبیل متصل می‌شود و تشکیل یک ریش تقریباً دایره ای شکل را می‌دهد.

### ریش لندینگ استریپ
نوعی ریش بزی که تنها در قسمت محدودی از چانه ریش به صورت یک خط عمودی وجود دارد.

## نگارخانه

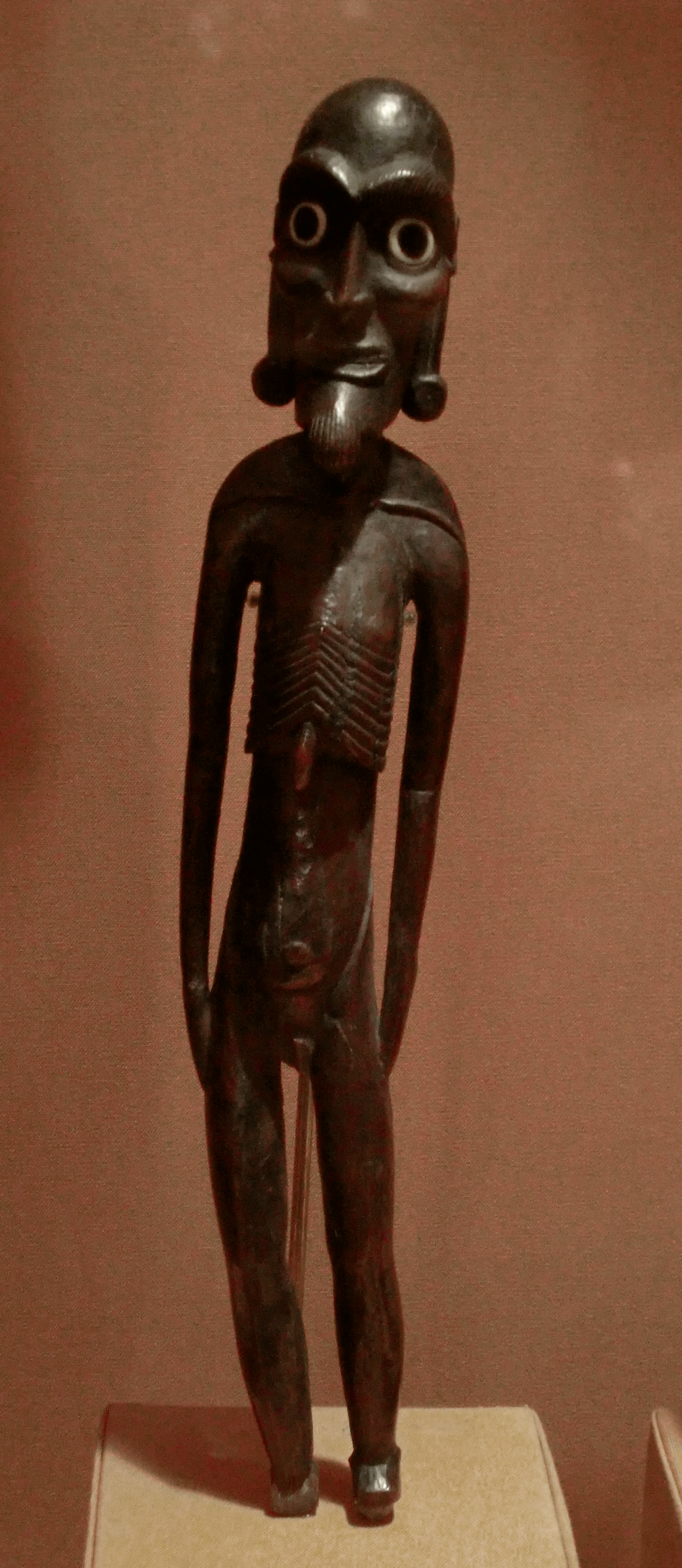
یک موآی کاواکاوا از جزیره ایستر
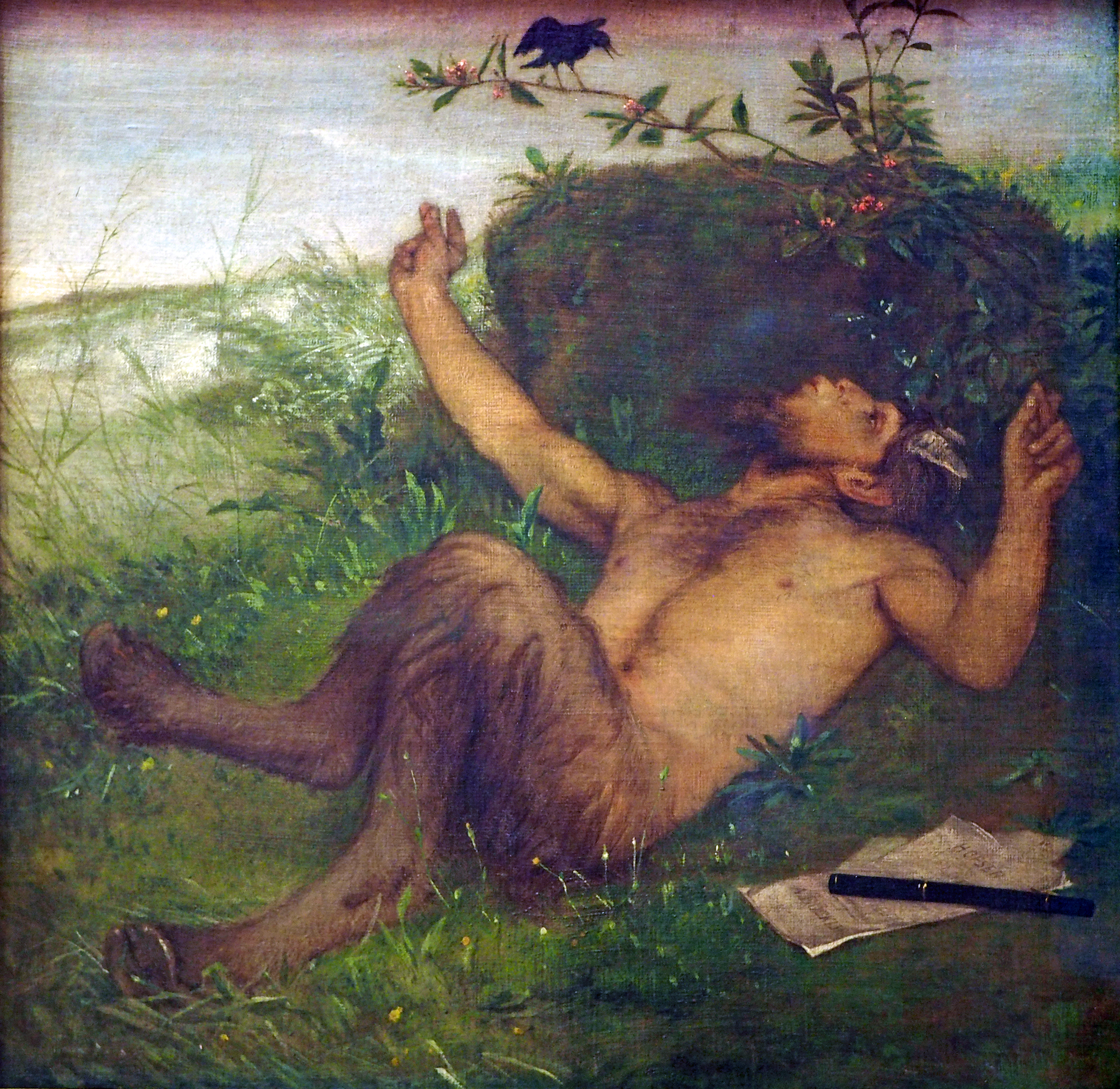
نقاشی پان اثر آرنولد بوکلین (۱۸۶۴–۶۵)
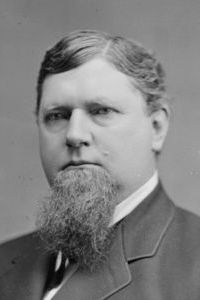
هنری ام. هویت ( ح. ۱۸۶۵–۱۸۸۰)
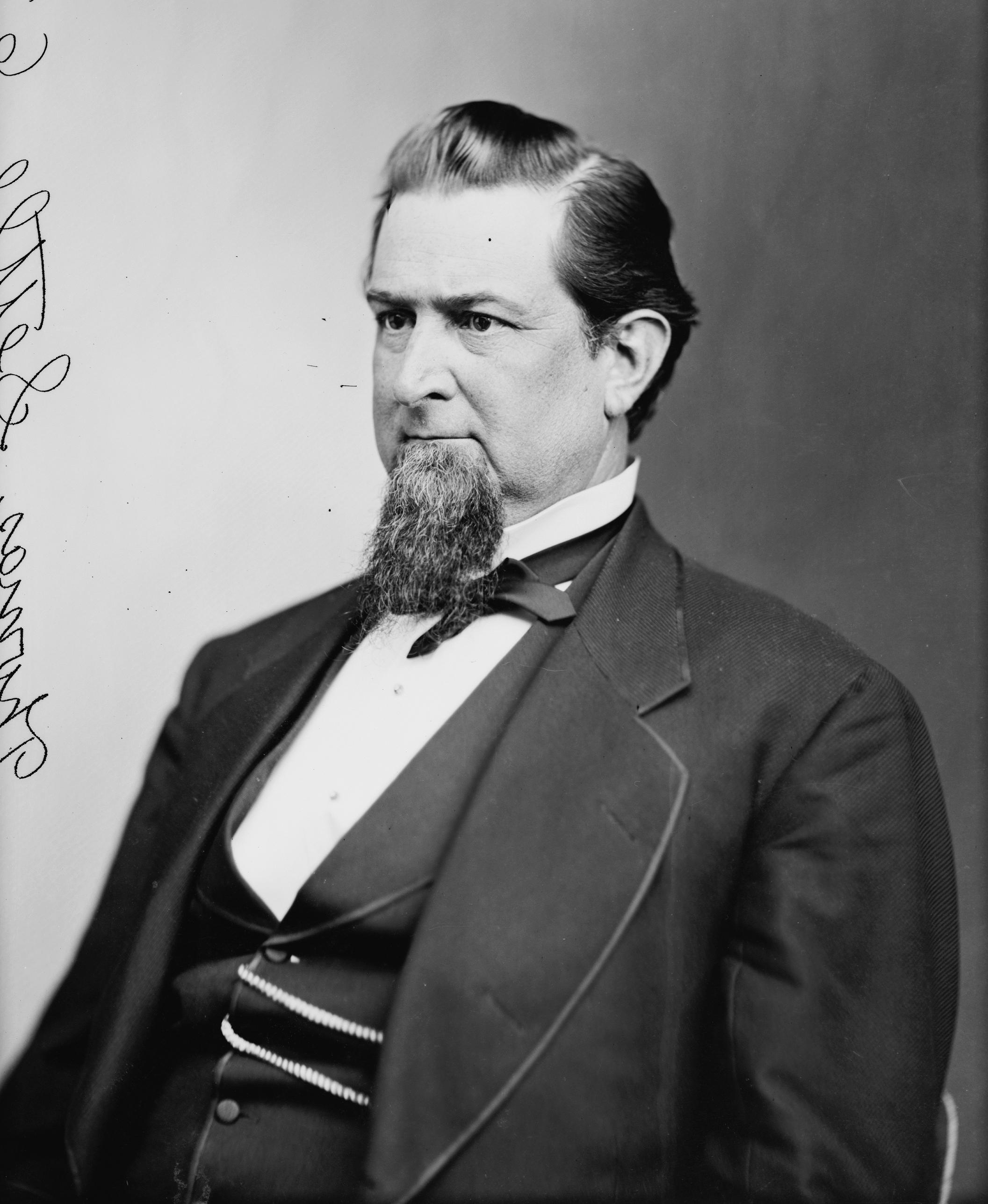
توماس ستل (حدود ۱۸۶۵–۱۸۸۰)
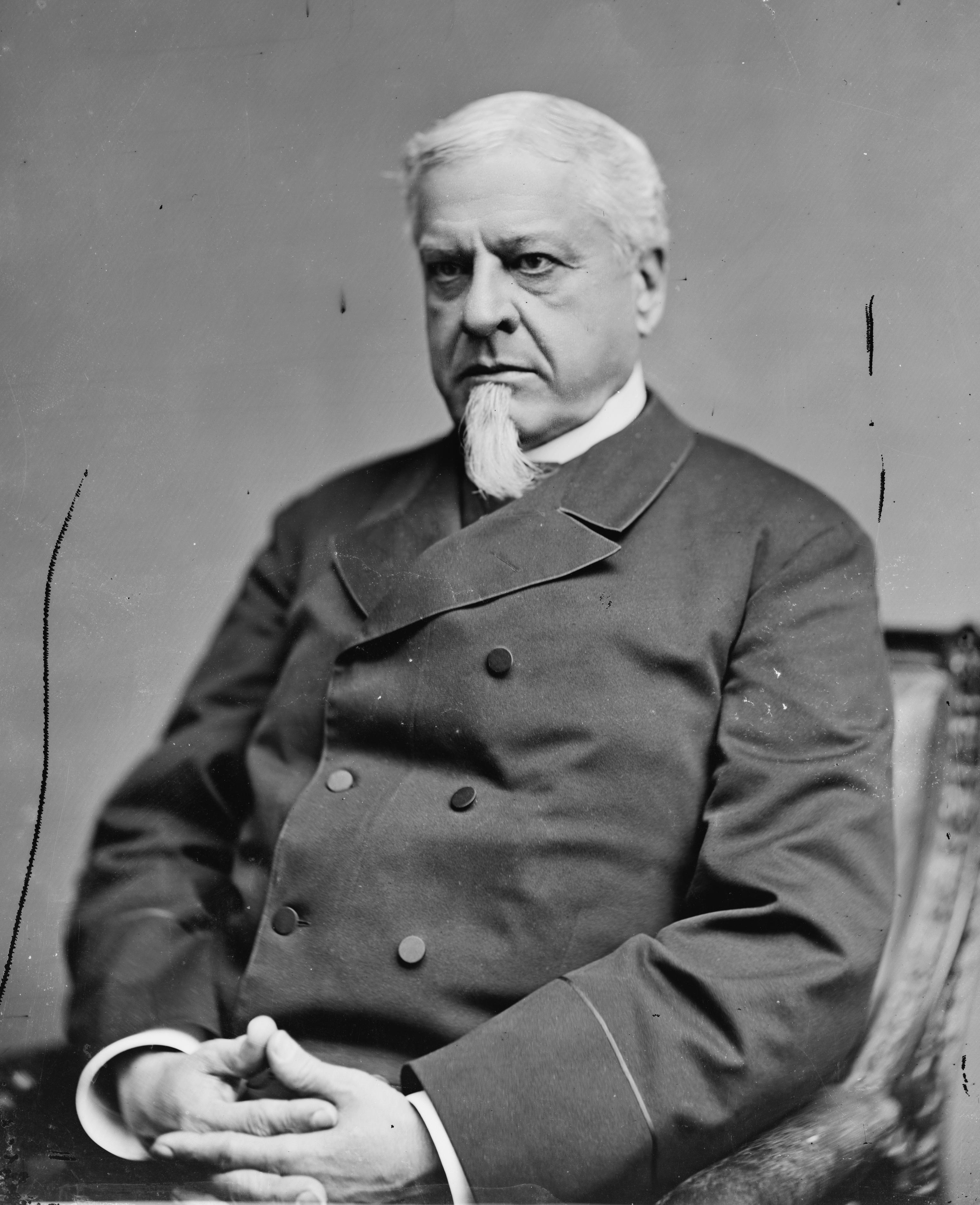
ویلیام اچ. هانت (حدود ۱۸۶۵–۱۸۸۰)
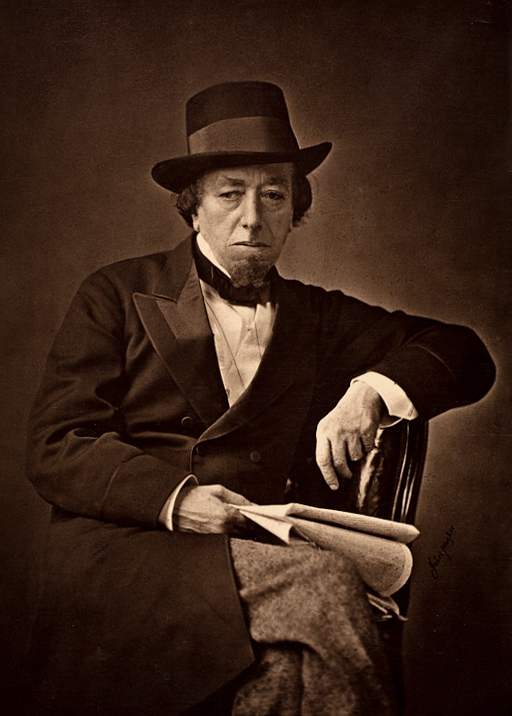
بنجامین دیزرائیلی (۱۸۷۸)
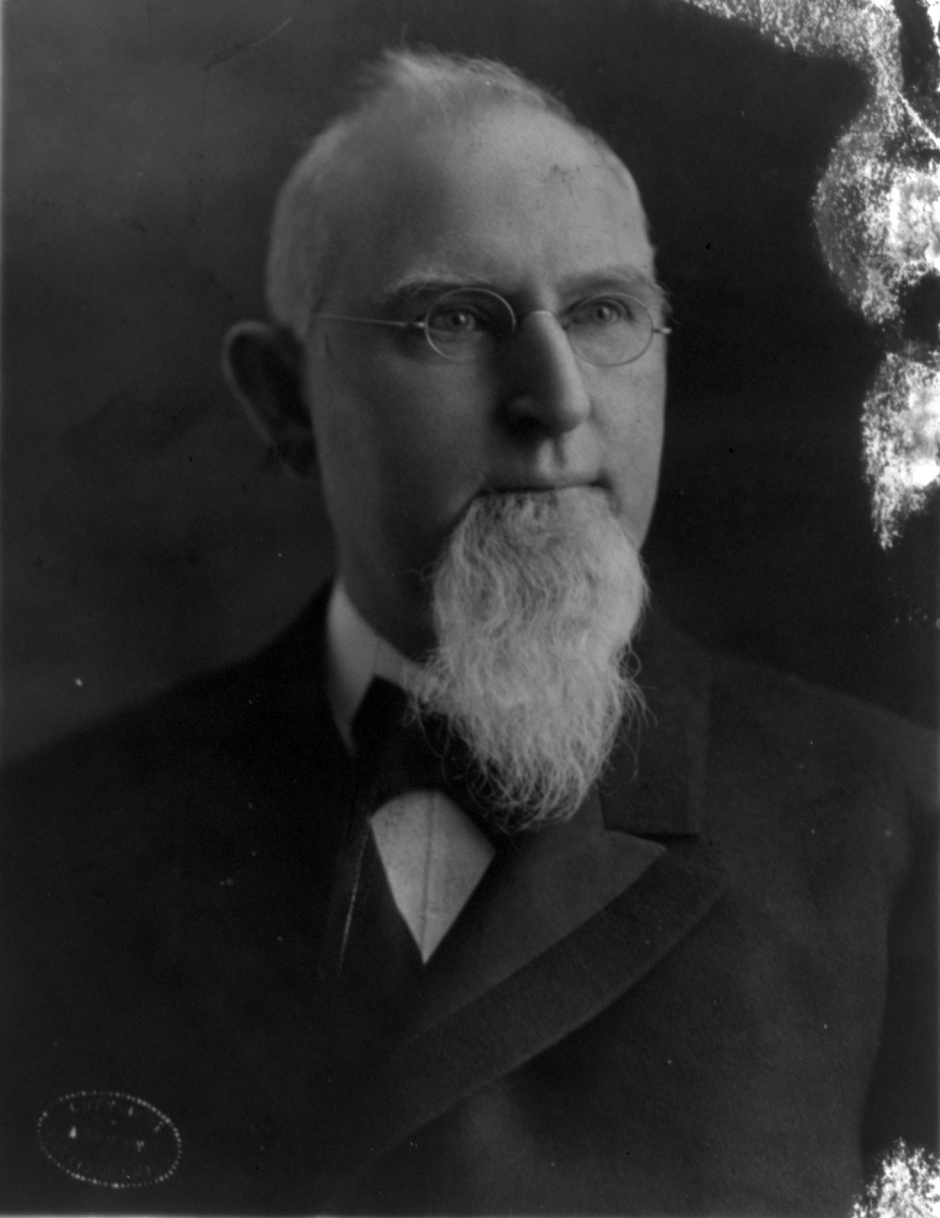
توماس هنری کارتر (۱۹۰۹)
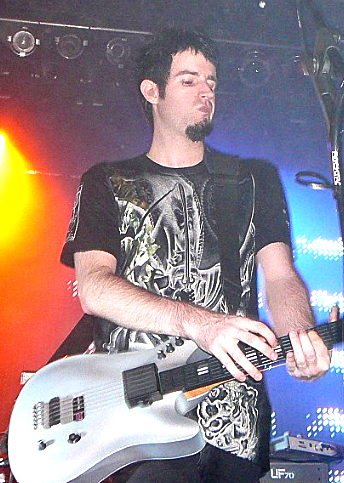
راب سوایر (۲۰۰۹)